# Johann Paul Kremer
Pour les articles homonymes, voir Kremer.
Johann Paul Kremer, né le 26 décembre 1883 à Stelberg et mort le 8 janvier 1965  à Münster, est un médecin allemand, professeur d'anatomie à l'université de Münster. Sous-officier de réserve de la Waffen-SS, il est affecté en tant que médecin remplaçant à Auschwitz-Birkenau à l'automne 1942, pour quelques semaines. Il y est impliqué dans les meurtres de masse dans les chambres à gaz ainsi que dans des exécutions médicales et punitives et y pratique des observations et des prélèvements sur des cobayes humains.
Il est jugé et condamné en Pologne en 1947 lors du premier procès d'Auschwitz, puis à nouveau en Allemagne en 1960. Il est l'un des témoins du procès de Francfort en 1964. Son journal intime de l'automne 1942 est une source historique notable sur les opérations de meurtre de masse dans les premières chambres à gaz du camp de Birkenau et plus largement sur le sort réservé aux Juifs d'Europe occidentale. Pour l'historiographie des années 2000, il est aussi un exemple des acteurs ordinaires de la Shoah.

## Un professeur d'anatomie ordinaire (1883-1942)
Né dans une famille d'agriculteurs, Johann Paul Kremer fait ses études à Trèves, puis à l'université successivement à Heidelberg, Strasbourg et enfin Berlin. Docteur en philosophie en 1914 et en médecine en 1919, il exerce à Berlin avant de rejoindre l'université de Bonn en 1920. Il intègre l'institut d'anatomie de l'université de Münster en 1927. Il passe sa thèse d'habilitation en 1929 ; sa dissertation est consacrée à l'évolution musculaire sous l'effet de la famine (« Über die Veränderung des Muskelgewebes im Hungerzustand »). Il devient professeur associé d'anatomie à Münster en 1936.
En 1932, il est, selon ses propres dires, le premier enseignant de son université à adhérer au parti nazi. Il entre dans la SS en 1934. Il accède au grade d'adjudant-chef (Hauptscharführer) dans la Waffen-SS en septembre 1941, année où il est versé dans la réserve. Il effectue la même année sa formation militaire à l'hôpital SS de Dachau puis à Prague, sans être en contact avec les détenus.
Comme de nombreux anatomistes allemands, il entreprend dès les années 1920 des recherches sur l'hygiène raciale avant que ce thème ne soit politiquement avantageux. Il fait parvenir en mai 1941 à la Revue de l'hérédité et de la constitution humaines (Zeitschrift für menschliche Vererbungs- und Konstitutionslehre) un article qu'il qualifie lui-même de « contribution remarquable à l'analyse de l'hérédité des mutilations traumatiques ». L'absurdité de sa théorie de l'acquisition de caractères héréditaires à la suite de mutilations et ses contradictions avec les thèses officielles entraînent l'échec de sa candidature à la chaire de biologie héréditaire de l'Institut d'anatomie de Münster ; il en conçoit une vive amertume qui s'exprime dans son journal intime. Robert Jay Lifton et Amy Hackett y voient un exemple particulièrement intéressant des limites que même le nazisme pouvait reconnaître en matière de recherche sur l'hérédité et les théories raciales.

## Un médecin à Auschwitz (septembre-novembre 1942)

Plan de situation d'Auschwitz et de ce qui est en 1942 le camp annexe de Birkenau. Il montre également le camp de Budy, une annexe agricole, mentionné dans le journal de Kremer. Auschwitz avait également un rôle clé dans le complexe économique SS conçu par Himmler, notamment en matière de production agricole, comme en témoignent notamment les mémoires de son créateur, Rudolf Höss.

Après avoir été brièvement affecté en août 1942 à l'hôpital SS de Prague, il est envoyé à Auschwitz où il séjourne un peu moins de trois mois, du 30 août au 20 novembre 1942 ; il y remplace Bruno Kitt (de), un autre médecin en congé pour maladie. Il n'occupe dans la hiérarchie médicale d'Auschwitz qu'un poste subalterne sous l'autorité d'Eduard Wirths. Il est le médecin le plus âgé (59 ans) qui ait été présent à Auschwitz : il est d'une autre génération que ses collègues, mais cela ne paraît pas entraîner de différence significative dans son comportement.

### Les «recherches scientifiques» de Kremer
Il profite des « possibilités exceptionnelles » offertes par le camp de concentration pour effectuer des recherches sur les effets de la dénutrition, dans la lignée de sa thèse d'habilitation ; Henry Friedlander souligne qu'il est à cet égard particulièrement représentatif d'une attitude largement répandue parmi les médecins des camps, ce qui rejoint le constat de Raul Hilberg selon lequel « il suffisait que quelqu'un voie la possibilité d'utiliser des détenus comme cobayes pour tester un sérum, vérifier une hypothèse ou résoudre quelque autre problème pour que soit lancée une série d'expériences ». À titre de recherches personnelles et grâce à l'autorisation du médecin-chef du camp, Eduard Wirths, de prélever des « matériaux frais » (lebensfrisches Material), il entreprend d'étudier les effets de la faim sur l'organisme en usant des « Muselmänner », les détenus réduits à la dernière extrémité et à l'état de cachexie avancée, comme d'autant de cobayes humains ; prévenu selon son propre témoignage « au moment où [le détenu en question] allait être condamné à être tué par une injection de phénol », Kremer l'interroge sur les symptômes, assiste personnellement à l'exécution et pratique des prélèvements d'organes sur le corps en vue d'études ultérieures une fois de retour à Münster. Maxime Steinberg constate qu'« à l'époque, le journal du médecin SS n'apercevait rien de répréhensible dans ces meurtres répétés. Tel un protocole clinique, il actait sans sourciller les prélèvements du jour ».

### Les participations aux «sélections» et aux exécutions
Il remplace Friedrich Entress lors de la « sélection » des malades au bloc médical 28 ; il décide à ce titre des exécutions par injection de phénol de ceux jugés trop faibles pour survivre. Anna Pawelczynska constate lors de son étude de la violence au camp d'Auschwitz que « les ordres régulièrement répétés des responsables du camp de vider l'hôpital via la sélection pour la chambre à gaz créait une situation objective où la mort, pour un nombre prédéterminé de prisonniers, était inévitable. C'est dans les baraques médicales que le système de terreur du camp prenait sa forme la plus brutale : le privilège ambigu d'un répit dans la terreur quotidienne y avait été transformé en une mort immédiate et expéditive. »
Il est également impliqué dans l'exécution de six femmes par injection, commise par l'infirmier Josef Klehr dans le bloc 20, celui des malades contagieux, après une insurrection supposée au camp de Budy.

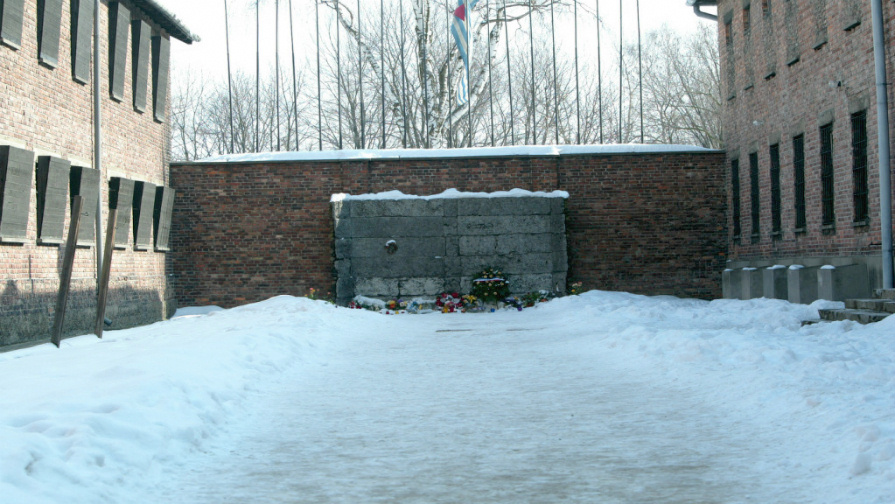
Le mur des exécutions du camp d'Auschwitz, photographié en mars 2004.

Il est chargé du constat de décès lors des exécutions par balle de 19 détenus polonais décidés par la Gestapo. Maxime Steinberg relève la froideur des mentions de ces exécutions dans le journal de Kremer, qui contraste avec l'émotion qui transparait en revanche de quelques-uns des commentaires écrits à propos des gazages : « Plus tard, dans la matinée, j’ai assisté en qualité de médecin à l’administration de coups de bâton à huit détenus et à une exécution par arme de petit calibre [...] J’ai assisté à l’administration d’une peine, et, ensuite, à l’exécution de sept civils polonais. [...] J’ai assisté à l’administration d’une peine et à onze exécutions. »

### Les «actions spéciales»

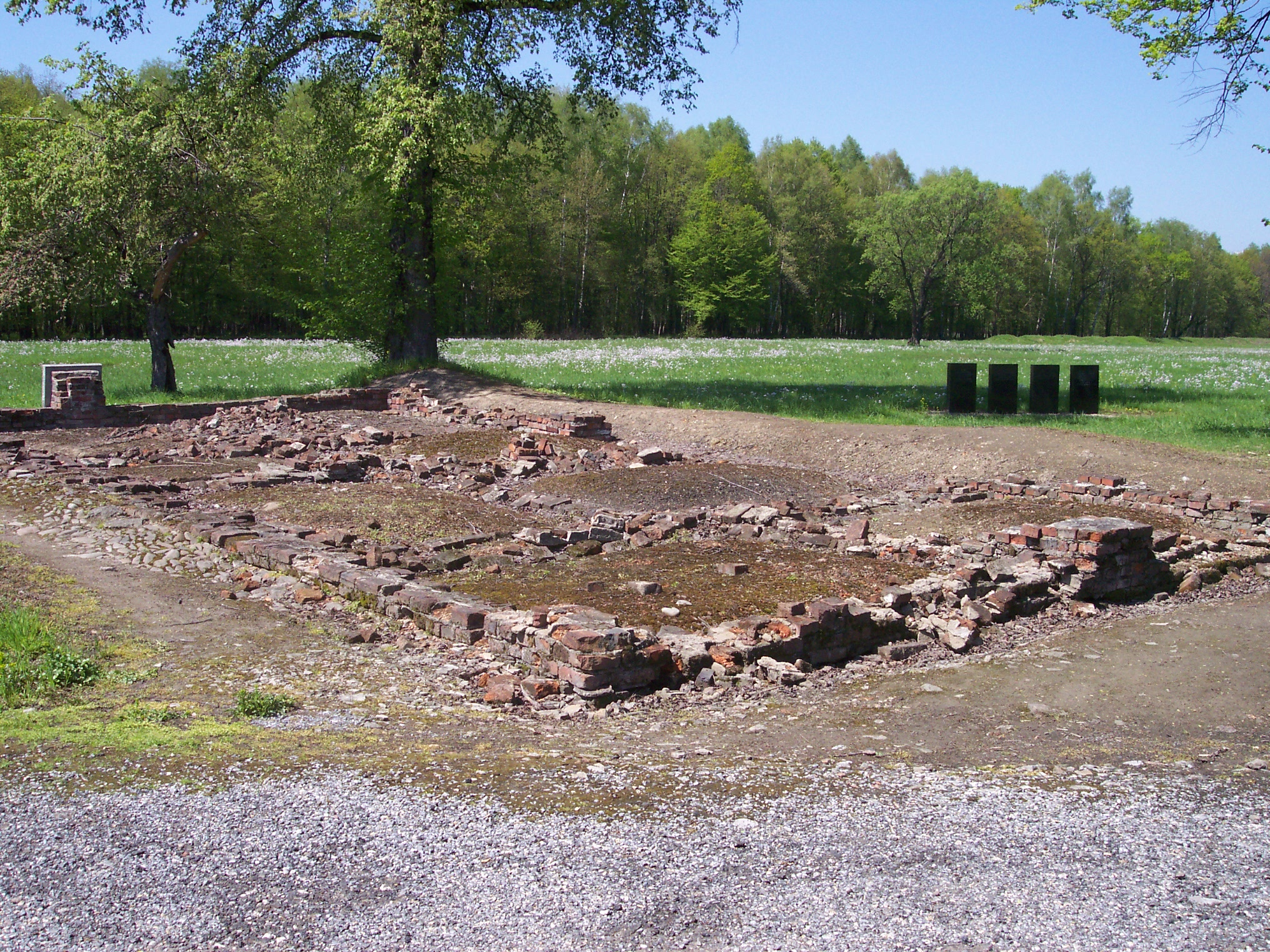
Les vestiges du Bunker II (la « maison blanche ») en 2006 à Birkenau. L'emplacement du Bunker I (la « maison rouge ») se trouve aujourd'hui à l'extérieur de l'enceinte de la zone du Musée d'Auschwitz ; il n'en reste aucune trace visible. Les deux installations aménagées entre le printemps et le mois de juillet 1942 ont été détruites par les SS en 1943, après la mise en service des nouveaux complexes de mise à mort appelés « Krema ». Jean-Claude Pressac a contribué dans les années 1990 à documenter ces questions de manière détaillée.

Kremer participe enfin aux opérations de gazage qui se déroulent dans les deux bâtiments appelés « bunker » aménagés à cet effet en bordure du camp annexe de Birkenau et en tient le décompte précis dans son journal intime, à quinze reprises. Pour ce qui est du lieu, son journal ne comporte qu'une mention du « dernier bunker », mais il donne des détails lors de ses deux procès successifs en 1947 puis en 1960, précisant qu'« on accomplissait ce meurtre massif dans de petites maisons situées dans une forêt derrière le camp de Birkenau. Les SS appelaient ces maisons en leur argot, "les bunkers" » et qu'il s'agit de « vieilles maisons paysannes (...) montées en bunker et munies d'une solide porte à coulisse ». Quatorze de ces mentions dans son journal concernent le gazage de convois après la « sélection » opérée dès leur arrivée. La dernière est celle de l'extermination des « musulmanes » du camp des femmes. Maxime Steinberg a pu identifier précisément pour neuf d'entre eux les convois correspondants, arrivés à Auschwitz depuis la Belgique, les Pays-Bas et la France ; soit au total 7 000 victimes disparues à leur arrivée au camp.
Dans le journal de Kremer comme dans de nombreux autres documents nazis, le vocabulaire est codé : ces meurtres de masse sont désignés par l'expression « action spéciale » (Sonderaktion). Une entrée du journal témoigne des consignes de secret qu'il a reçues dès son arrivée : « Le médecin de garnison, le capitaine Uhlenbrock me remet des instructions à caractère très secret ». Maxime Steinberg rappelle que « ses mots les plus anodins sont parfois tout aussi signifiants, sinon davantage, que les plus significatifs. Les archives nazies relatives à la "solution finale" sont, à cet égard, autant de cas de figure. Classées à l'époque "affaires secrètes du Reich", elles sont, de surcroît, surcodées. Le décryptage est le préalable absolu à leur lecture correcte ».
Ces quinze mentions des gazages sont isolées dans le journal. En effet, celui-ci relate essentiellement des faits anodins de la vie quotidienne : repas, menus soucis de santé, etc. Pour Maxime Steinberg, « le point de vue où se place Kremer est toujours étriqué ». Il relève sa « froide impassibilité » quand il s'agit de ses expériences sur des êtres humains ou des exécutions, mais aussi à propos de la plupart des mentions des meurtres de masse dans les chambres à gaz :

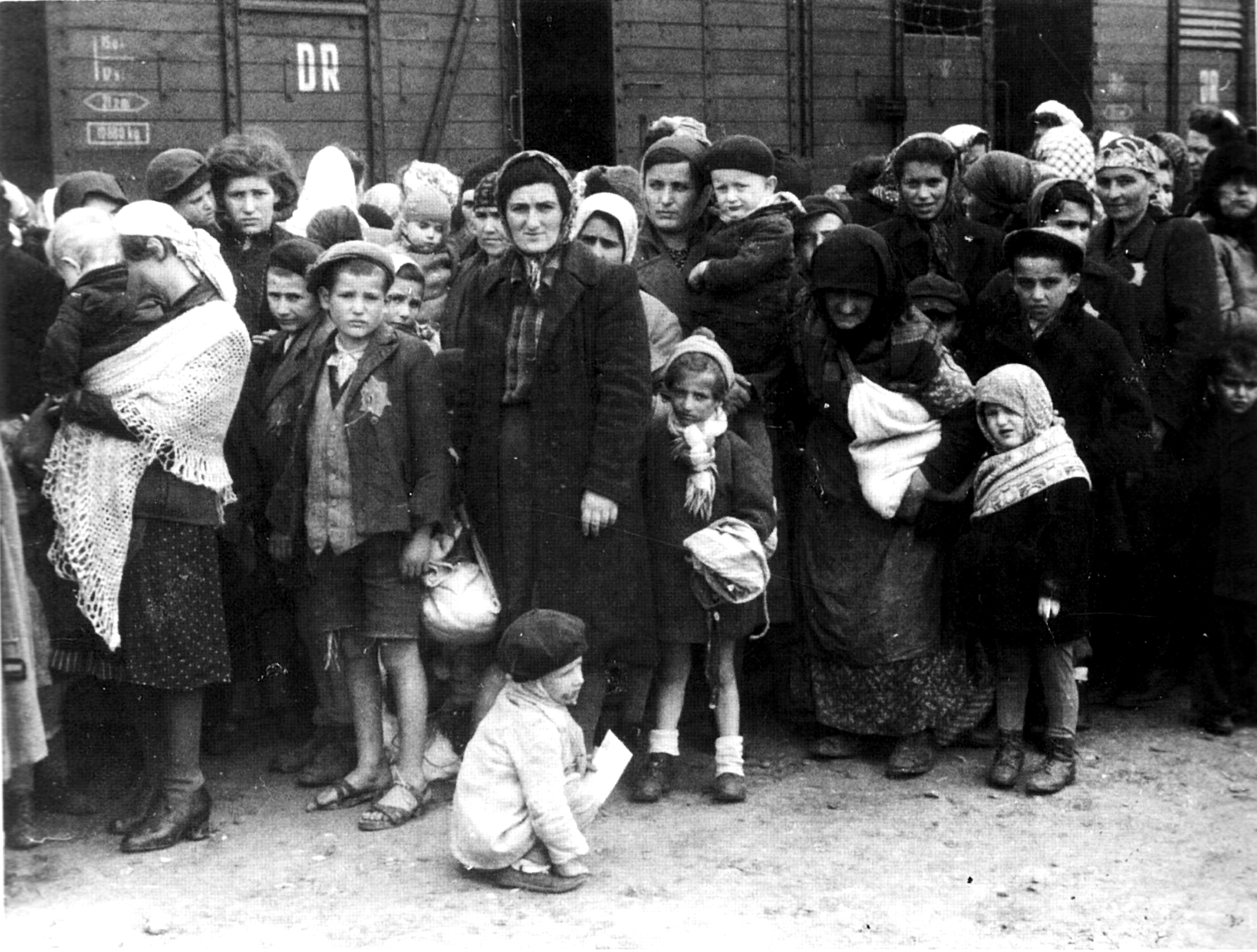
L'arrivée d'un convoi de Juifs de Hongrie à Auschwitz en 1944. À cette époque, la « rampe » où s'arrêtaient les trains et où s'effectuait la sélection avait été déplacée à l'intérieur du camp de Birkenau ; à l'époque de Kremer, elle se situait entre les deux camps d'Auschwitz et de Birkenau. Il n'existe aucune trace photographique des convois de l'automne 1942 au moment où Kremer y a été présent. Photographie issue de l'Album d'Auschwitz.

- Le 6 septembre : « Aujourd’hui, dimanche, excellent déjeuner : consommé de tomates, un demi-poulet avec pommes de terre et chou rouge (20 grammes de matière grasse), dessert et magnifique glace à la vanille. Après le repas, souhaits de bienvenue au nouveau médecin de la garnison, le lieutenant Wirths, natif de Waldbröl. Il a servi autrefois à Prague sous les ordres du major Fietsch, médecin de régiment. Me voilà donc au camp depuis une semaine, mais je n’ai pas encore réussi à me débarrasser entièrement des puces de ma chambre d’hôtel, malgré les mesures prises contre elles : Flit (Cuprex), etc. J’ai ressenti une impression vivifiante en faisant ma visite de présentation à l'adjoint du commandant et en lisant au-dessus de son bureau cette grande inscription tracée sur du papier : « Cyclistes, descendez ». D’ailleurs, dans notre bureau de l’infirmerie S.S., on peut aussi lire celle sentence remarquable : si dans le cours de la vie, tu touches mille fois la cible en plein, on le remarquera, on t’approuvera du chef et on passera. Mais si un jour tu vises à côté, personne ne l’oubliera, pas même le moindre des roquets. Le soir, je suis de nouveau présent à une action spéciale, à l’extérieur[35] ». Cette « action spéciale » coïncide avec la venue du convoi XXVIII en provenance du camp de Drancy en France, d'un effectif d'un millier de personnes. Ce jour-là, la liste chronologique des séries de matricules attribuées aux détenus enregistrés lors de leur arrivée dans le camp ne fait apparaître que 16 entrées pour les hommes et 38 pour les femmes[36].
L'un des apports majeurs de l'historien Maxime Steinberg consiste à faire la relation entre cette mention d'une « action spéciale » dans le journal de Kremer et les décomptes établis dans les statistiques de la déportation et des convois, ici à partir du Mémorial de la Déportation des Juifs de France établi par Serge Klarsfeld[37]. Il établit précisément la correspondance entre le journal et l'arrivée du convoi, immédiatement suivie de la « sélection » qui détermine qui survit temporairement à l'arrivée au camp de travail d'Auschwitz — ceux qui sont immatriculés — et qui est conduit le jour même à la chambre à gaz.
- Le 9 septembre : « Ce matin, mon avocat de Munster, le professeur Hallermann, docteur en droit, me fait part de la nouvelle fort réjouissante que le divorce avec ma femme a été prononcé le premier de ce mois. Plus tard, dans la matinée, j’ai assisté en qualité de médecin à l’administration de coups de bâton à huit détenus et à une exécution par arme de petit calibre. J’ai obtenu du savon en paillettes et deux morceaux de savon. À midi, devant l’infirmerie S.S., un civil se précipite sur ma bicyclette comme s’il projetait un attentat, court à mes côtés et me prie de lui dire si je ne suis pas le conseiller d’administration Heuner, de Breslau, qui me ressemble d’une manière incroyable. Il ajoute qu’il a été au front avec ce monsieur au cours de la Première Guerre mondiale. Combien de sosies, ai-je, à vrai dire, de par le monde ?! Le soir, j’ai assisté à une action spéciale (la quatrième fois)[38] ». C'est le jour d'arrivée du convoi XXIX venu également de Drancy[39].
- Le lendemain : « Le matin, j’ai assisté à une action spéciale (la cinquième fois)[40] ». Ce qui correspond au convoi VIII de Belgique et à 632 disparus[41].
- Le 23 septembre : « Cette nuit, j’étais à mes sixième et septième actions spéciales. Le matin, le général de corps d’armée Pohl est arrivé avec sa suite au foyer des Waffen S.S. Devant la porte, une sentinelle. Pour la première fois, on me présente les armes. Le soir, à vingt heures, dîner au foyer des officiers S.S. en compagnie du général de corps d’armée Pohl : un véritable festin, on nous a servi du brochet frit à volonté, du vrai café, une excellente bière et des sandwiches[42]. ». C'est le jour d'arrivée du convoi XXXV parti du camp de Pithiviers en France et d'un second convoi venu de Slovaquie[43].
- Le 30 septembre : « Cette nuit, j’ai assisté à la huitième action spéciale. Le capitaine Aumeier me précise, en réponse à ma question, que le camp de concentration d’Auschwitz avait une longueur de douze kilomètres, une largeur de huit kilomètres et une étendue de 22 000 arpents dont 12 000 de terre arable et 2 000 d’étangs poissonneux[44] »
- Le 7 octobre : « J’ai assisté à la neuvième action spéciale (gens de l’extérieur et femmes musulmanes). Wirths est de retour. Remplacement d’Entress dans le camp des hommes (présentation au médecin, etc.)[45] »
- Le 8 novembre : « Cette nuit, par temps d’automne gris et pluvieux, j’ai participé à deux actions spéciales (douzième et treizième). Dans la matinée, j’ai salué à l’infirmerie l’adjudant Kilt, un de mes étudiants originaire d’Essen. Dans l’après-midi, encore une action spéciale, donc la quatorzième à laquelle j’ai participé jusqu’à présent. Dans la soirée, réunion amicale sur invitation de Wirths, maintenant capitaine. Il y eut du vin rouge bulgare et de l’alcool de prunes croate[46]. ». Il s'agit d'un convoi venu du camp de Majdanek et du convoi XLVII en provenance de Drancy. Le dernier est plus difficilement identifiable ; il pourrait provenir selon Maxime Steinberg du ghetto de Ciechanow[47].

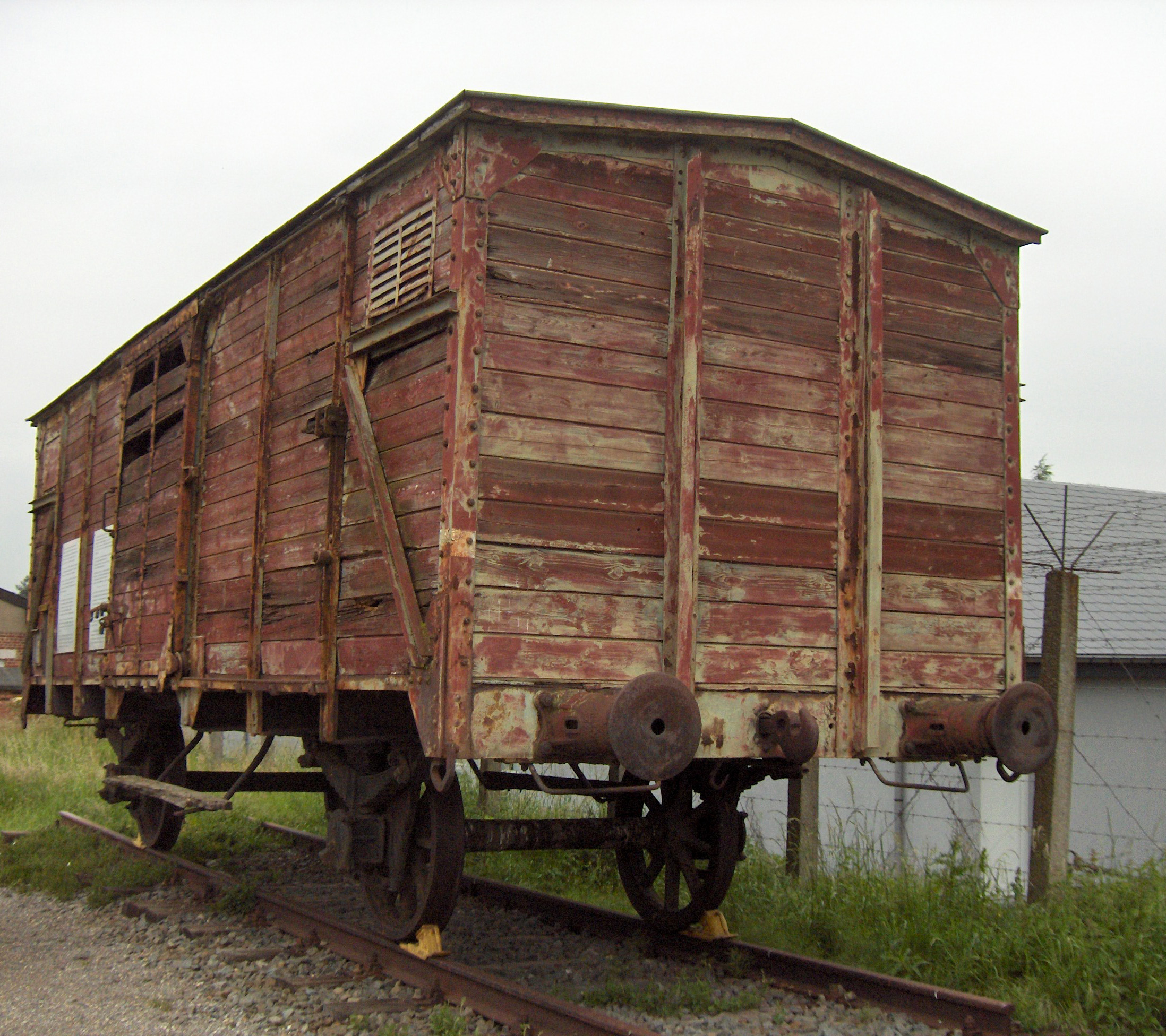
Un wagon de la déportation belge conservé au fort de Breendonk, photographié en 2007. Un wagon de la déportation française est de la même manière conservé au mémorial de Drancy, en France.

Seules quatre « actions spéciales » « sont parvenues à franchir le seuil de son affectivité » selon les termes de Maxime Steinberg. Elles se distinguent par un bref commentaire :
- Kremer écrit ainsi peu après son arrivée, le 2 septembre : « J’ai assisté pour la première fois à une action spéciale à l’extérieur, à trois heures du matin. En comparaison, l’Enfer de Dante m’apparaît presque comme une comédie. Ce n’est pas pour rien qu’Auschwitz est appelé le camp de l’extermination [48]! ». Il s'agit du convoi XXVI venu de Drancy, comptant au départ 1 000 personnes dont seulement 39 ont été immatriculées dans les registres du camp de travail[49].
- Trois jours plus tard, il note : « aujourd’hui, à midi, à une action spéciale à partir du C[amp de] C[oncentration des] F[emmes] (« Musulmans ») : le comble de l’horreur. Le lieutenant SS Heinz Thilo (médecin militaire) avait raison de me dire aujourd’hui que nous nous trouvions ici à l’anus mundi. Le soir, vers huit heures, j’assiste de nouveau à une action spéciale sur des gens en provenance de Hollande. À cause de la ration supplémentaire distribuée à de telles occasions, — consistant en un litre et demi d’alcool, cinq cigarettes, cent grammes de saucisse et pain —, les hommes se bousculent pour participer à de telles actions[50] ». Le premier gazage de ce jour est le seul évoqué par Kremer qui ne correspond pas à l'arrivée d'un convoi. Il s'agit des détenues du bloc 27 où 800 femmes sont « sélectionnées » le 5 septembre[51]. Kremer justifie son sentiment d'horreur lors de son premier procès en expliquant qu'il avait alors « constaté, d'après le comportement de ces femmes, qu'elles se rendaient compte du sort qui leur était réservé, car elles suppliaient les SS de leur faire grâce de la vie. Elles pleuraient, mais on les a toutes poussées dans la chambre à gaz et gazées[52] ». Le second gazage est celui de 677 personnes du convoi XVI en provenance du camp de transit de Westerbork aux Pays-Bas[53].
- Il mentionne encore, le 12 octobre : « deuxième vaccination préventive contre le typhus ; elle a provoqué une forte réaction générale dans la soirée (fièvre). Malgré cela, j’ ai assisté dans la nuit, à une action spéciale sur des gens en provenance de Hollande (1 600 personnes). Scènes épouvantables devant le dernier bunker ! C’était ma dixième action spéciale (Hössler)[54] » . Il s'agit du convoi XXVI de Westerbork, comptant 1 703 personnes dont 1 251 ont été gazées. Le nom du lieutenant (Obersturmführer) Franz Hössler est noté dans la marge du journal. Il dirigeait le commando spécial (Sonderkomando) de détenus chargé d'ensevelir les cadavres des victimes[55].
- Enfin, le 18 octobre, date de l'arrivée convoi XXVIII en provenance des Pays-Bas où se trouvent 116 femmes[56], il note : « ce dimanche malin, par temps pluvieux et froid, j’ai assisté à la onzième action spéciale (Hollandais). Scènes horribles avec trois femmes qui suppliaient de leur laisser la vie sauve[57] ». Ce sont cette fois 1 024 personnes du convoi XXVIII de Westerbork qui sont exécutées à l'arrivée[58].

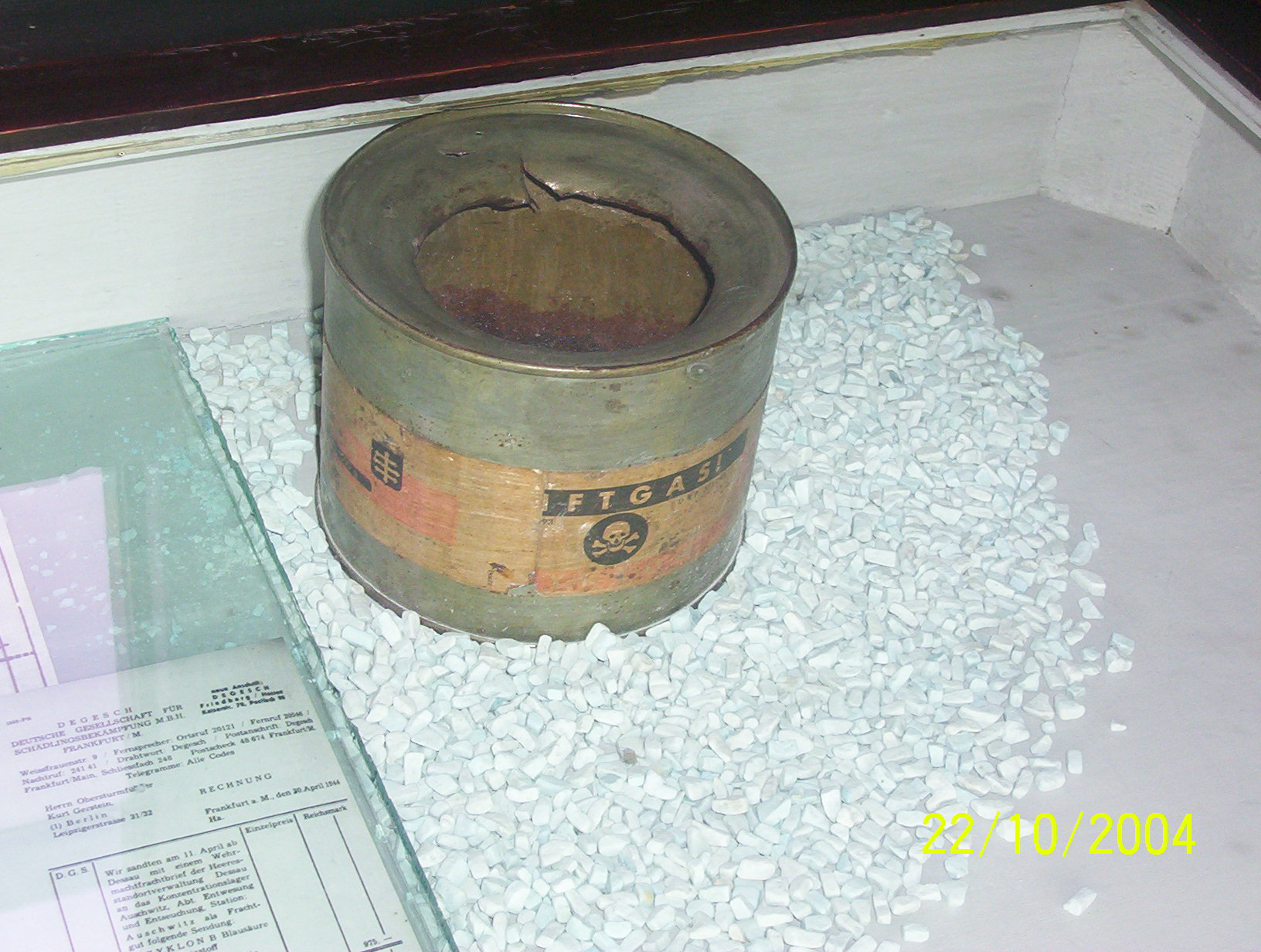
Boîte de Zyklon B présentée au musée d'Auschwitz en 2007. Ce produit, initialement un insecticide, se présentait sous forme de granules ou de plaquettes qu'un SS jetait par un orifice dans la chambre à gaz hermétiquement fermée. Il dissipait de l'acide cyanhydrique ou acide prussique qui faisant effet sur les victimes en quelques dizaines de minutes au plus.

Lors de son procès en 1947 à Cracovie, Kremer reconnaît sa présence sur les lieux des chambres à gaz. Mais il affirme être resté dans la voiture médicale et déclare qu'il « entendait, de la chambre à gaz, les cris des victimes » par « l'orifice [par lequel] un SS protégé par un masque, lançait le contenu d'une boîte de Zyklon ». Il tente de se disculper en soutenant que son rôle de médecin se bornait à intervenir éventuellement en cas d'accident lors de la manipulation de la boîte de Zyklon B par l'infirmier SS ; Il n'aurait été qu'un observateur. L'accusation lui objecte alors que Rudolf Höss, commandant d'Auschwitz, a indiqué lors de son propre procès que le médecin de service avait pour tâche de décider quand la chambre à gaz pouvait être ouverte après le gazage. Il est par ailleurs établi que tout le personnel médical participait à tour de rôle à la « sélection » à l'arrivée des convois. Kremer n'a donc pas été un simple spectateur passif.

## Procès et témoignages (1945-1965)
Après avoir repris ses activités à Münster à l'automne 1942, il est nommé en décembre président du tribunal disciplinaire régional de sa profession (Gau-Disziplinargerichts des Gaues Westfalen-Nord des NSD-Ärztebundes) ; il accède finalement au grade de lieutenant (Obersturmführer) de la Waffen SS en février 1943.

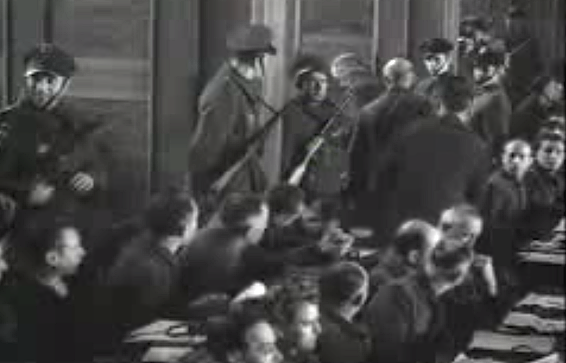
Le procès d'Auschwitz à Cracovie en 1947.

Arrêté en décembre 1945 par les Anglais, il est remis à la justice polonaise. Il fait partie des 41 accusés du premier procès d'Auschwitz devant le Tribunal national suprême de Pologne à Cracovie entre le 24 novembre 1947 et le 22 décembre 1947. Condamné à mort le 22 décembre 1947, il voit sa peine commuée en emprisonnement à vie en raison de son âge et de son état de santé.
Libéré en 1958 pour bonne conduite, il est extradé en Allemagne et à nouveau jugé à Münster. Il est condamné le 29 novembre 1960 à 10 ans d'emprisonnement, la peine étant considérée comme déjà purgée en Pologne.
Il est enfin l'un des nombreux témoins du second procès d'Auschwitz dit « procès de Francfort » en juin 1964, notamment contre Josef Klehr.

## L'historiographie de la Shoah et le Journal Kremer
Découvert lors de son arrestation en 1945 et utilisé comme pièce à conviction contre lui lors de ses procès, le journal intime de Kremer est partiellement publié en 1964 par Hermann Langbein dans le contexte du procès de Francfort. L'édition scientifique du document est réalisée en 1971 par les historiennes Jadwiga Bezwinska et Danuta Czeh (Musées d'Auschwitz) . L'exploitation de cette source est inséparable de celle des déclarations de Kremer en 1947 puis en 1960 lors de ses procès, qui en éclaire le sens.
Dès 1951, Léon Poliakov s'interroge dans le Bréviaire de la haine sur la « mentalité particulière » du médecin qui pourrait expliquer l'« indifférence grandissante » avec laquelle Kremer note pêle-mêle ses repas et les « actions spéciales ». Cet étonnement est récurrent dans la littérature historienne, jusqu'aux plus récents auteurs qui relèvent encore l'apparente insensibilité de Kremer davantage préoccupé de la mort d'« Hännschen », son canari, que de celles de toutes les victimes humaines de l'automne 1942. Mais la question des motivations n'est étudiée en tant que telle que très tardivement. Le Journal Kremer est d'abord une « preuve » des crimes nazis.

### Une preuve de l'extermination
Le journal de Kremer est d'abord retenu comme l'un des témoignages des acteurs nazis sur l'existence du processus d'extermination à Auschwitz, dans des travaux issus de la vision établie par les procès de Nuremberg, en compagnie des mémoires de Rudolf Höss et des écrits de Pery Broad. Il est d'abord un document parmi d'autres attestant qu'on a gazé, exécuté et expérimenté.
À partir des années 1980, il a été, à plusieurs reprises, utilisé et totalement détourné de son sens par des auteurs négationnistes comme Wilhelm Stäglich (en) et plus encore Robert Faurisson, ce qui l'a particulièrement exposé dans les médias français au début des années 1980 : une fois érigé par ceux-ci en « preuve » supposée exclusive de l'existence des chambres à gaz, il est artificiellement disqualifié ou travesti afin de permettre de nier leur existence. Après Georges Wellers dans « Un Roman inspiré » et Nadine Fresco dans « Les redresseurs de morts », Pierre Vidal-Naquet en a montré les procédés dans Les Assassins de la mémoire. Justifiant le titre de son propre ouvrage consacré à Kremer, Les yeux du témoin et le regard du borgne, Maxime Steinberg insiste quant à lui sur « ce qui différencie le travail de l'idéologue sur l'histoire de l'enquête heuristique sur les sources. Sa lecture est borgne. Son regard est sélectif et il l'est d'autant plus que l'idéologue est érudit. Lui, il sait pertinemment bien quels sont les documents qu'il lui faut écarter de son propos. Un Faurisson s'était bien gardé d'introduire la pièce Kremer dans sa négation du génocide juif. Confronté à ce document d'époque, il lui a fait dire n'importe quoi pourvu que ce ne fut pas ce qu'il niait ». Robert Faurisson a été condamné à la suite d'une plainte déposée en 1981 par la LICRA, le MRAP et des associations de déportés évoquant notamment le fait qu'il avait « volontairement tronqué certains témoignages tels que celui de Johann Paul Kremer ». Gabriel Cohn-Bendit, qui a soutenu un temps Faurisson en 1979-1980, a également polémiqué à ce propos.

### Un document majeur sur la déportation des Juifs de l'Ouest
En 1990, Maxime Steinberg livre l'étude la plus complète du Journal et du cas Kremer abordé sous l'angle nouveau de la déportation, dans Les yeux du témoin et le regard du borgne. Il y voit un document d'une importance exceptionnelle, dont la portée dépasse la seule mention des gazages : « ses notes, toutes lacunaires qu'elles soient, sont la seule trace écrite d'origine nazie relative à la disparition de déportés juifs de France, de Belgique et des Pays-Bas, dès leur arrivée à Auschwitz ». La mise en rapport des notes de Kremer et des arrivées à Auschwitz en fait un véritable « journal des convois » qui témoigne de manière décisive de la singularité d'Auschwitz, camp de l'extermination immédiate (« das Lager der Vernichtung » dans le Journal de Kremer).

### Un acteur ordinaire et révélateur de laShoah
À partir des années 1990, l'intérêt se porte davantage sur les motivations de cet exécutant ordinaire de la Shoah dans l'optique des « travaux sur les acteurs » lancés après l'ouvrage fondateur de Christopher Browning, Des hommes ordinaires. Robert Jan Pelt souligne que l'un des intérêts de ce document est de donner accès à ce que perçoit un simple exécutant, un « homme ordinaire » qui était là temporairement le temps d'un remplacement entre deux semestres universitaires. Robert Jay Lifton et Amy Hackett rappellent que Kremer est le seul professeur d'université à avoir servi dans un camp, ce qui en ferait cependant un cas quelque-peu particulier.
L'historien canadien Michael H. Kater (en) suggère un complexe d'infériorité qui aurait découlé de l'échec relatif de sa carrière académique après son article de 1941 : comme Sigmund Rascher, Ernst-Günther Schenck, Josef Mengele, ou encore Kurt Heißmeyer, Kremer aspirait avant tout à devenir professeur titulaire de chaire, ce qui consacrait une carrière. Ces médecins auraient été conscients de leur médiocrité et de leurs limites en tant que chercheurs, mais poussés par l'ambition à violer leur intégrité morale ou professionnelle afin de s'assurer une carrière prestigieuse Le sociologue anglais Michael Mann retient également la motivation carriériste dans le cas de Kremer. L'opportunisme se révèle par ailleurs dans un autre domaine : son journal montre qu'il a fréquemment pris part aux détournements dans les magasins du camp où étaient stockés les biens des déportés, le « Canada », afin d'envoyer des colis à ses proches, bien que cela ait été en principe strictement interdit.
Henry Friedlander (en) ne range pas Kremer parmi les carriéristes, bien qu'il note que celui-ci pensait que son journal saisi en 1945, loin d'être une preuve d'actes criminels, serait avant tout la preuve de la manière dont il avait été maltraité par le régime nazi qu'il rendait alors responsable de son échec universitaire. Friedlander estime que l'adhésion de Kremer à l'idéologie nazie n'a pas été non plus sa principale motivation à Auschwitz, mais plutôt un moyen de rationaliser ses actes à ses propres yeux : Kremer aurait été finalement avant tout un « meurtrier de circonstances », obéissant aux ordres par loyauté envers son engagement dans la SS, mais conscient de ce qu'il enfreignait éthiquement.
À l'inverse, Sue Vice, qui étudie la littérature de fiction sur le thème de la Shoah et ses sources d'inspiration, remarque incidemment que « Kremer semble guère avoir perçu la portée de ses propres actions ; il s'étonne que les forces américaines décident de l'arrêter en 1945 à Münster » ; elle voit en lui plutôt « la quintessence du mal admise au quotidien ». Le journaliste Bernd Naumann qui avait assisté au procès de Francfort est également frappé de ne le voir exprimer absolument aucun remords lors de son témoignage.
L'historien français Christian Ingrao relève cependant plus généralement les limites de ce type d'approches qui ferait « trop souvent la part belle à une sorte de « boîte noire » conceptuelle, usant de termes obscurs tels que « fanatisme », « ambition », « carriérisme », « endoctrinement », « obéissance », « conformisme » ».

## Publications
- (de) Johann Paul Kremer, Beiträge zur Histologie der Coleopteren mit besonderer Berücksichtigung des Flügeldeckengewebes und der auftretenden Farbstoffe, Berlin, 1914
Thèse d'histologie portant la coloration des élytres chez les coléoptères.
- (de) Johann Paul Kremer, Ein Fall einer durch Choledochoduodenostomie dauernd geheilten echten Choledochuszyste, Berlin, 1919
Thèse de médecine portant sur un cas de guérison par chirurgie du canal cholédoque.
- (de) Johann Paul Kremer, « Ein bemerkenswerter Beitrag zur Frage der Vererbung traumatischer Verstümmelungen », Zeitschrift für menschliche Vererbungs- und Konstitutionslehre, vol. 25,‎ 1942, p. 553-570
Article sur l'hérédité des mutilations traumatiques.

### Les sources primaires
- (de) « Das Urteil gegen Dr. Johann Paul Kremer. Einzelausfertigung des Urteils des LG Münster vom 29.11.1960, 6 Ks 2/60 », dans Christiaan F. Ruter, Dick W. de Mildt, Justiz Und NS-Verbrechen: Band 27: Sammlung Deutscher Strafurteile Wegen Nationalsozialistischer Totungsverbrechen 1945-1999, vol. XXVII, Amsterdam University Press, 2003 (ISBN 978-9053565391, lire en ligne).
Actes du second procès Kremer en 1960.
- (en) Jan Sehn, « The case of the Auschwitz physician J.P. Kremer », dans Auschwitz Anthology. Volume 1 : Inhuman médecine. Part 1, vol. 1, Warsaw, International Auschwitz Committee, 1970, p. 206-258
Actes du premier procès d'Auschwitz en 1947 pour ce qui concerne Kremer.
- Państwowe Muzeum Auschwitz-Birkenau et Jadwiga Bezwińska (trad. Jerzy Brablec), Auschwitz vu par les SS : Rudolf Höss, Johann Paul Kremer, Pery Broad, Interpress, 1991, 2e éd., 257 p. (ISBN 978-83-223-2494-3, lire en ligne)
Version traduite en français de l'édition de référence du journal de Kremer.
- Ernst Klee, Willi Dressen et Volker Rieß, Pour eux « c'était le bon temps » : la vie ordinaire des bourreaux nazis, Paris, Plon, 1989, propose de nombreux extraits du journal de Kremer et extraits de ses dépositions après-guerre.

### Les travaux sur la source Kremer et son contexte
- (de) Till Bastian, Furchtbare Ärzte : medizinische Verbrechen im Dritten Reich, vol. 1113, C.H.Beck, 2001, 3e éd., 125 p. (ISBN 978-3-406-44800-3, lire en ligne)
- (en) Henry Friedlander, The Origins of Nazi Genocide : From Euthanasia to the Final Solution, Univ of North Carolina Press, 1997, 448 p. (ISBN 978-0-8078-4675-9, lire en ligne)
- (en) Henry Friedlander, « Physicians as killers in nazi Germany, Hadamar, Treblinka and Auschwitz », dans Francis R. Nicosia, Jonathan Huene, Medicine and Medical Ethics in Nazi Germany: Origins, Practices, Legacies, Berghahn Books, 2002, 160 p. (ISBN 978-1-571-81387-9)
- (en) Michael H. Kater, Doctors Under Hitler, The University of North Carolina Press, 2000, 440 p. (ISBN 978-0-8078-4858-6, lire en ligne)
- Sabine Hildebrandt, « Anatomy in the Third Reich: an outline, part 2. Bodies for anatomy and related medical disciplines », Clinical Anatomy, vol. 22, no 8,‎ novembre 2009, p. 894–905 (lire en ligne)
- (en) Robert Jay Lifton, The Nazi Doctors : Medical Killing And The Psychology Of Genocide, Basic Books, 1988, 2e éd., 576 p. (ISBN 978-0-465-04905-9, lire en ligne)
- Robert Jay Lifton et Amy Hackett, « Nazi doctors », dans Yisrael Gutman, Michael Berenbaum, Anatomy of the Auschwitz Death Camp, United States Holocaust Memorial Museum, 1998, 638 p. (ISBN 9780253208842), p. 301-316
- (de) Kerstin Freudiger, Die juristische Aufarbeitung von NS-Verbrechen, vol. 33, Mohr Siebeck, 1999, 444 p. (ISBN 978-3-16-147687-7)
- (de) Państwowe Muzeum Auschwitz-Birkenau, Sterbebücher von Auschwitz : Berichte, vol. 1, Munich, 1995, 531 p. (ISBN 3-598-11263-7) 
Comporte une biographie de Kremer par Aleksander Lasik p. 287 ainsi qu'un chapitre de témoignage d'Hermann Langbein, « SS-Ärzte im Konzentrationslager Auschwitz », p. 67-84.
- Maxime Steinberg, Les yeux du témoin et le regard du borgne : L'Histoire face au révisionnisme, Les Éditions du Cerf, 1990, 213 p. (ISBN 978-2-204-04107-2, lire en ligne)
- Maxime Steinberg, La Persécution Des Juifs en Belgique (1940-1945), Complexe, 2004, 316 p. (ISBN 978-2-8048-0026-0, lire en ligne)
- Georges Wellers, Les chambres a gaz ont existé : des documents, des témoignages, des chiffres, Gallimard, 1981, 227 p.

### Les travaux sur le négationnisme et le Journal de Kremer
- Nadine Fresco, « Les redresseurs de morts. Chambres à gaz: la bonne nouvelle. Comment on révise l'histoire », Les Temps Modernes, no 297,‎ juin 1980 (lire en ligne)
- Valérie Igounet, Histoire du négationnisme en France, Paris, 2000, 691 p. (ISBN 978-2-02-035492-9)
- (en) Robert Jan van Pelt, The Case for Auschwitz : Evidence from the Irving Trial, Bloomington, Indiana University Press, 2002, 570 p. (ISBN 978-0-253-34016-0, lire en ligne)
- Pierre Vidal-Naquet, Les Assassins de la mémoire : Un Eichmann de papier » et autres essais sur le révisionnisme, Paris, La Découverte, 1987, 227 p. (ISBN 2-7071-4545-9, lire en ligne), « De l'art de ne pas lire les textes »
- Maxime Steinberg, Les yeux du témoin et le regard du borgne : L'Histoire face au révisionnisme, Les Éditions du Cerf, 1990, 213 p. (ISBN 978-2-204-04107-2, lire en ligne)